# Joseph Raphael John Crimont
Joseph Raphael John Crimont SI (ur. 2 lutego 1858 w Ferrières, zm. 20 maja 1945) – francuski duchowny rzymskokatolicki, jezuita, prefekt i wikariusz apostolski Alaski, pierwszy biskup katolicki służący na Alasce.

## Życiorys
Urodził się w Ferrières, we Francji. 15 sierpnia 1875 wstąpił do jezuitów. 26 sierpnia 1888 otrzymał święcenia prezbiteriatu z rąk arcybiskupa Baltimore kard. Jamesa Gibbonsa i został kapłanem Towarzystwa Jezusowego. 2 lutego 1894 złożył w tym zakonie śluby wieczyste.
28 marca 1904 papież Pius X mianował go prefektem apostolskim Alaski. Po podniesieniu prefektury apostolskiej Alaski do rangi wikariatu apostolskiego, 15 lutego 1917 o. Crimont otrzymał od papieża Benedykta XV nominację na wikariusza apostolskiego Alaski oraz 22 marca 1917 został biskupem tytularnym ammaedaryjskim. 25 lipca 1917 w katedrze w Seattle przyjął sakrę biskupią z rąk arcybiskupa oregońskiego Alexandra Christiego. Współkonsekratorami byli biskup Seattle Edward John O’Dea oraz biskup Spokane Augustine Francis Schinner.
W 1938, wieku 80 lat, otrzymał koadiutora – Waltera Jamesa Fitzgeralda SI. Bp Crimont rządy w diecezji sprawował do śmierci 20 maja 1945.

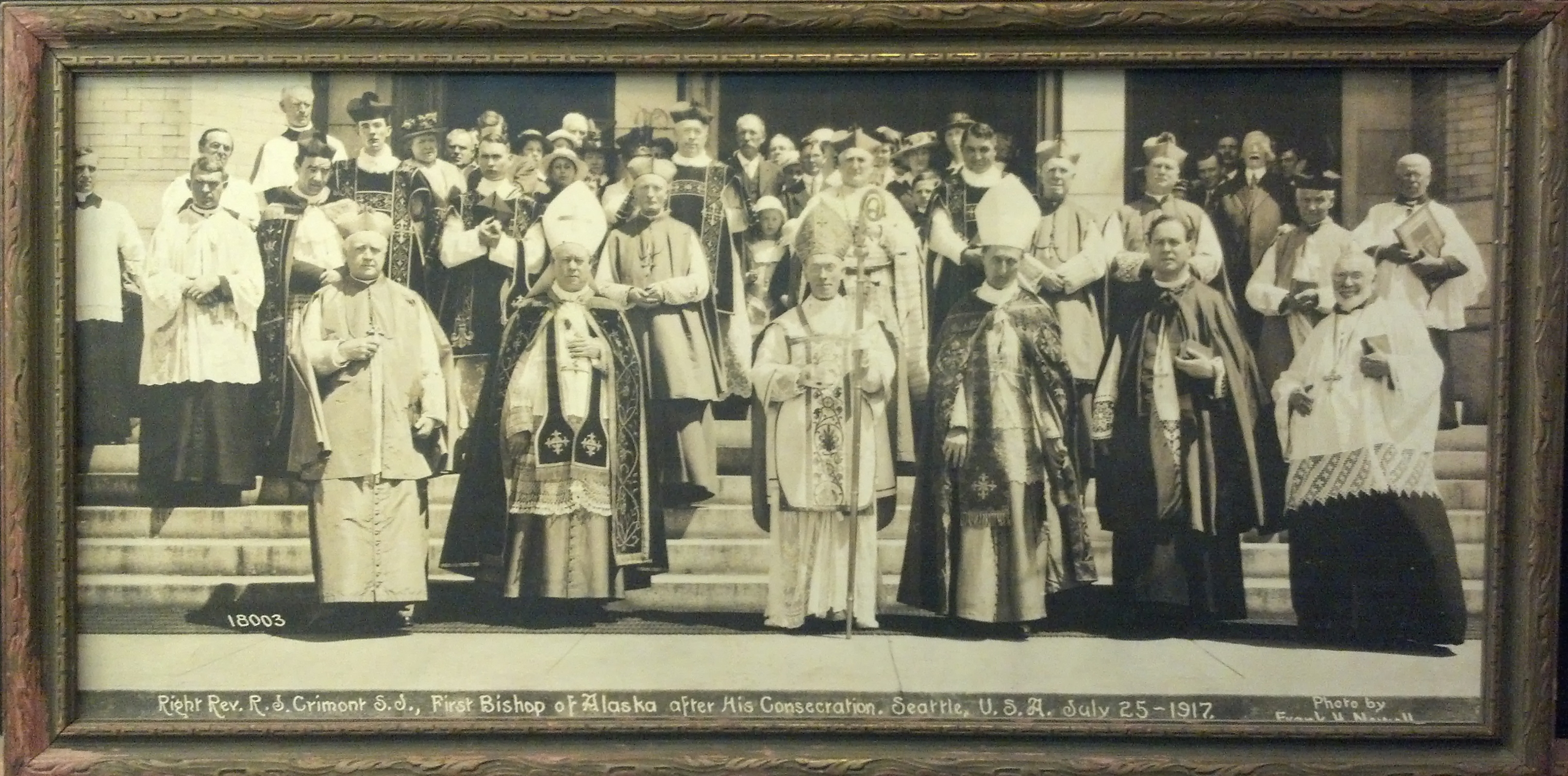
Konsekracja bpa Crimonta 25 lipca 1917 w Seattle